# Харолд К. Мейзър
Харолд К. Мейзър (на английски: Harold Q. Masur) е американски адвокат и писател, автор на произведения в жанровете криминален роман и съдебен трилър. Писал е и под псевдонимите Едуард Джеймс (Edward James) и Гай Флеминг (Guy Fleming), и като писател в сянка за Хелън Тробъл (Helen Traubel).

## Биография и творчество
Роден е на 29 януари 1909 г. в Ню Йорк, САЩ. Завършва право в Юридическия факултет на Университета в Ню Йорк през 1934 г. В периода 1935-1942 г. работи в адвокатска кантора. През 1942 г. постъпва в Военновъздушните сили на САЩ и служи в Китай до края на Втората световна война. След края на войната се връща в Ню Йорк и продължава работата си на адвокат до 1991 г.
Започва да пише криминални истории в края на 30-те години. Публикува разкази в евтини списания под три различни имена.
През 1947 г. е издаден първият му роман „Bury Me Deep“ от поредицата съдебно-криминални трилъри „Случаите на Скот Джордан“. По подобие на героя на писателя Ърл Стенли Гарднър – Пери Мейсън, главният герой на Мейзър също е адвокат-детектив, който е безочлив, енергичен, кофронтативен, мисли и действа бързо за разрешаване на поставените му случаи. Книгата става бестселър и го прави известен.
Член е на Асоциацията на писателите на криминални романи на Америка и в периода 1972-1973 г. е бил неин председател.
Харолд К. Мейзър умира на 16 септември 2015 г. в Бока Ратон, Флорида.

## Произведения

### Самостоятелни романи
- Metropolitan Opera Murders (1951) – като Хелън Тробъл
- The Last Breath (1958)
- The Attorney (1973)
- The Broker (1981)

### Серия „Случаите на Скот Джордан“ (Scott Jordan Mystery)
1. Bury Me Deep (1947)
2. Suddenly A Corpse (1949)
3. You Can't Live Forever (1951)
4. So Rich, So Lovely, And So Dead (1952)
Толкова богата, толкова красива, и толкова мъртва..., изд.“ Делфин прес“, София (1992), прев.
5. The Big Money (1954)
6. Tall, Dark and Deadly (1956)
Висок, мургав и ... мъртъв, изд.“ Делфин прес“, София (1991), прев.
7. The Last Gamble (1958) – издаден и като „Murder on Broadway“
8. Send Another Hearse (1960)
9. The Name Is Jordan (1962)
10. Make a Killing (1964)
11. The Legacy Lenders (1967)
12. The Mourning After (1981)

### Сборници
- The Name Is Jordan (1962)

### Разкази
- The Graft Is Green (1973)
- Doctor's Dilemma (1975)
- Dead Game (1975)
- Murder Matinee

### Екранизации
- 1958 Alfred Hitchcock Presents – ТВ сериал, 1 епизод
- 1959 The Further Adventures of Ellery Queen – ТВ сериал, 1 епизод
- 1963 Watashi o fukaku umete – по романа